# Adriana Ducret
Adriana Ducret (Montevideo, 29 de septiembre de 1958) es una cantante, actriz y maestra uruguaya.

## Biografía
Nació en el Cerro, Montevideo. Es especialista en educación inicial y educación primaria.
Desde niña estudió piano y solfeo, luego guitarra y composición con Fernando Cabrera y Leo Masliah, así como canto con Fernando Ulivi y comedia musical con Luis Trochón. En 1977 inició su actividad artística, en el teatro “La Tierrita” de Nuevo París.
Desde 1982 es elegida por Leo Maslíah a participar en sus obras teatrales y en el musical “La mar estaba serena”.
Desde 1990 realiza espectáculos de música para niños y talleres de canción interactiva junto a Jorge Bonaldi. Al 2021 el dúo se ha presentado en aproximadamente 4.000 recitales para niños en todo el país, ante unos 700.000 espectadores.
Los espectáculos que realizó junto a Bonaldi se titularon: Jorge Bonaldi y su casa disparatada, La cajita de Mainumbé, Casa disparatada 2, Los derechos de niños... y niñas!!!, La familia mágica, Canciones disparatadas, Y así me gusta a mí, La bandita del saludo, Haciendo las paces / para no dormir ... la mona !!, Canciones para barrer la mufa, Siesta beat / Fosforito y aquel Montevideo, Cantasiesta, Canciones para un país de maravilla, A Don José, Cantijuegos, Lo nuestro, Canciones de colores, Imaginerías, Murgandombe y Rockantango, Mi planeta favorito,Un viaje en sol mayor, Aventuras con luz verde, Por qué cantamos, Amigo lindo, Historias del tren cantor, Y así me gusta a mí, Bichos y compañía (estreno 2019).
Como intérprete principal editó los discos: Casa disparatada, Y así me gusta a mí, Canciones para no dormir... la mona !!, No juegues con fuego porque lo podés apagar y La bandita del saludo, Cantijuegos, Murgandombe y rockantango, Canciones amigas y Sentirnos Cerquita además de participar en otros discos de Bonaldi y Masliah.
También editó los álbumes videos Jorge Bonaldi canta a los más chicos (volumen I y II), En la tele, Haciendo las paces y canciones para todos, así como los libros Canciones dibujadas en los vidrios. Propuestas de trabajo, Los versos de la Tía Paca. Juegos de percepción y creatividad, Cuentos y versos de la casa disparatada y Juegos de exploración creadora en la casa disparatada.
En 1994 comenzó a trabajar en Montevideo con el Teatro Sunil de Suiza (actual Compagnia Finzi Pasca) coordinando talleres y como asistente de escenario.
Se ha presentado el varios lugares de MONTEVIDEO, Uruguay, como:
Teatro Carlos Brussa, Callejón Yulelé, Teatro Alianza, Teatro Stella, Teatro El Galpón, Teatro del Círculo, Sala Verdi, Cine-teatro Maturana, Velódromo Municipal, Teatro de Verano, Playas, Parque Rodó, Estadio Centenario, Palacio Peñarol, Parque Hotel, Punta Carretas Shopping, Montevideo Shopping Center, Shopping Tres Cruces, Cilindro Municipal, Castillo del Parque Rodó, Carpa de la IMM en diferentes barrios, Criolla del Prado, Teatro del Lawn Tennis, Espacio Guambia, Paseo Cultural Ciudad Vieja, Teatro de AGADU, Sala Zitarrosa, Auditorio Vaz Ferreira, Teatro ACJ, Teatro Comedia, Centro Cultural de España, Sala Camacuá y del INTERIOR del Uruguay como:Teatro Bastión del Carmen (Colonia), Club Albatros (Salinas), Club Ateneo (Piriàpolis), Country Club (Atlántida), Cine Melo (Melo), Club Tacuarembó (Tacuarembó), Teatro 25 de Agosto (Florida), 8º Festival “A orillas del Olimar” (Treinta y Tres), Festival del Olimar 2010 y 2011 (escenario “Rubito Aldave”, Treinta y Tres), “Fiesta de la cerveza” (Paysandú), Cine Doré (Minas), Teatro Cantegril (Maldonado), Teatro Macció (San José), Salón Municipal (Paso de los Toros), Centro Comercial (Pinamar), Teatro Florencio Sánchez (Paysandú), Teatro Lavalleja (Minas), “Festival del río” (Santiago Vázquez), Shopping Mall (Maldonado), Convention Center (Maldonado), Casa de la Cultura (Maldonado), Teatro Fernandino (Maldonado), Teatro Larrañaga (Salto), Cine Plaza (Flores), Centro Comercial Géant (Canelones), Club Nueva Helvecia (Colonia), Complejo Cultural Politeama (Canelones).

## Discografía

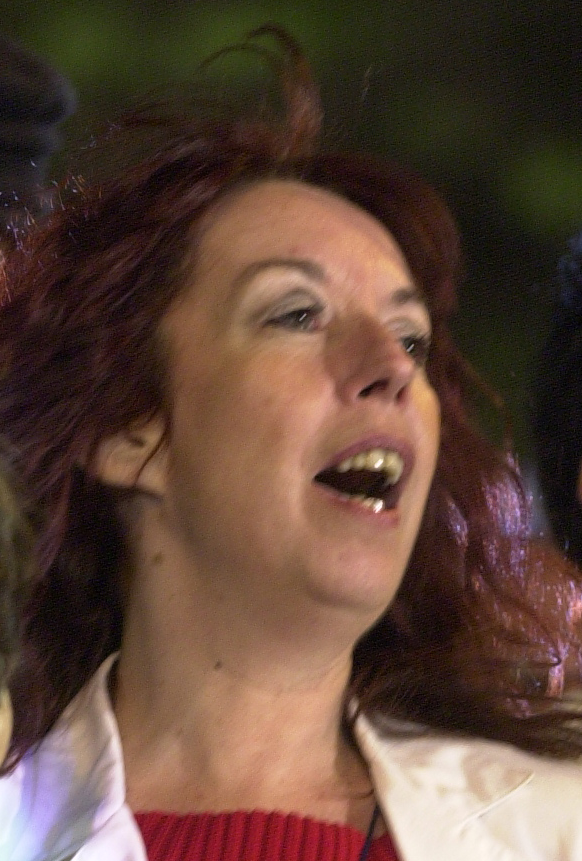
Adriana Ducret

Álbumes para niños junto a Jorge Bonaldi:
- 1993, Casa Disparatada
- 1998, Y así me gusta a mí
- 2001, Canciones para no dormir...la mona!!
- 2003, La bandita del saludo
- 2005, Cantijuegos
- 2010, Murgandombe y rockantango
- 2015, Canciones amigas
- 2021, Sentirnos cerquita

Participación en otros discos:
- 1985, Los versos de la tía Paca de Jorge Bonaldi
- 1987, Canciones dibujadas en los vidrios de Jorge Bonaldi
- 1988, Y lique roc de Leo Maslíah
- 1990, La Cajita de Mainumbé de Jorge Bonaldi
- 1993, No juegos con fuego porque lopodés apagar con Leo Maslíah.
- 1994, Jorge Bonaldi para niños de Jorge Bonaldi
- 2000, La vuelta del oso Aretum de Jorge Bonaldi

## Libros
- 1991, Canciones dibujadas en los vidrios. (junto a Jorge Bonaldi y Luis Neira)
- 1992, Los versos de la Tía Paca. (junto a Jorge Bonaldi y Elsa Lira Gaiero)
- 1993, Cuentos y versos de la Casa Disparatada (junto a Jorge Bonaldi) (ISBN 9974491630)
- 1993, Juegos de exploración creadora en la Casa Disparatada (junto a Jorge Bonaldi)

## Galería

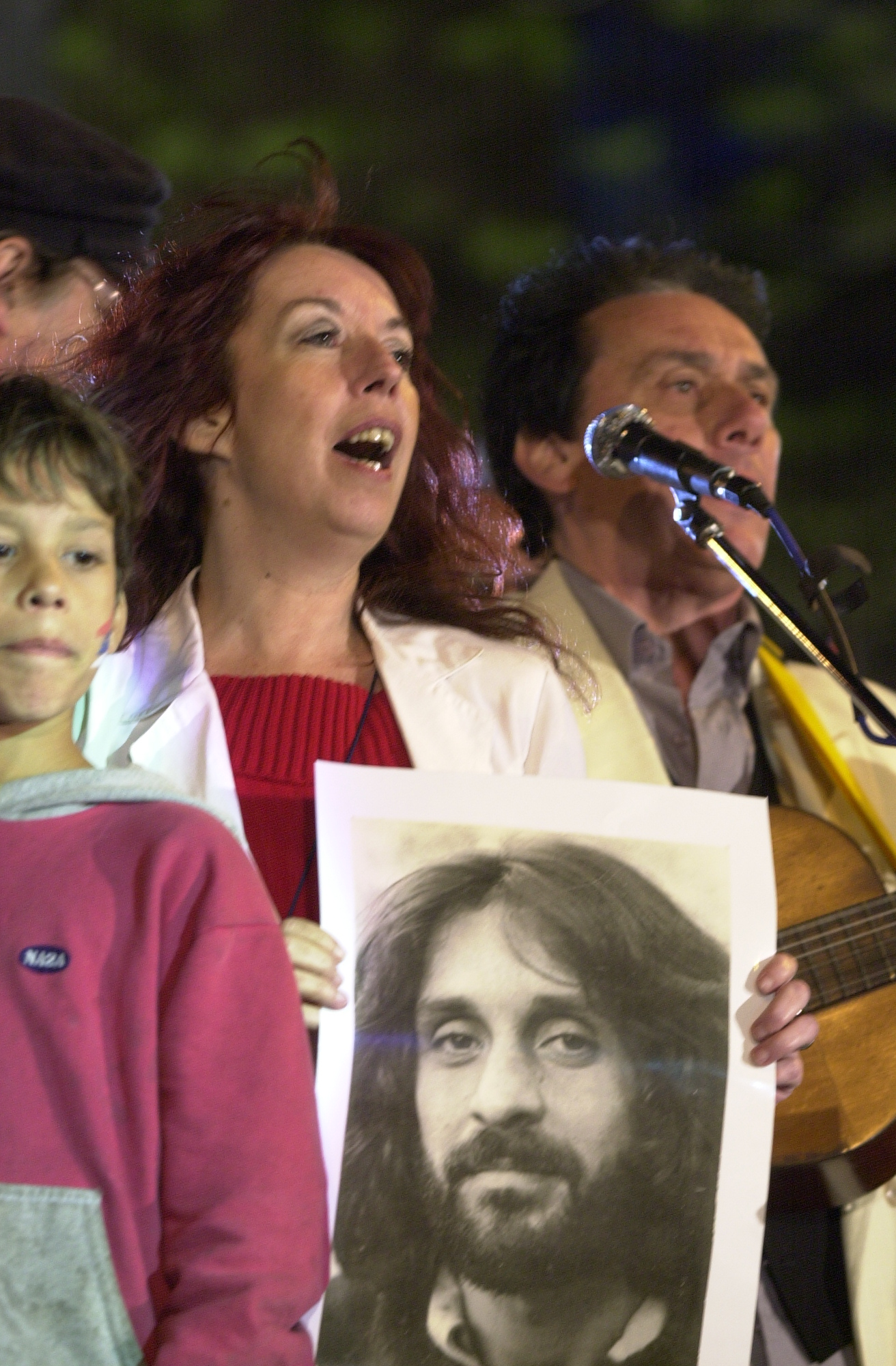
Adriana Ducret en 2000.
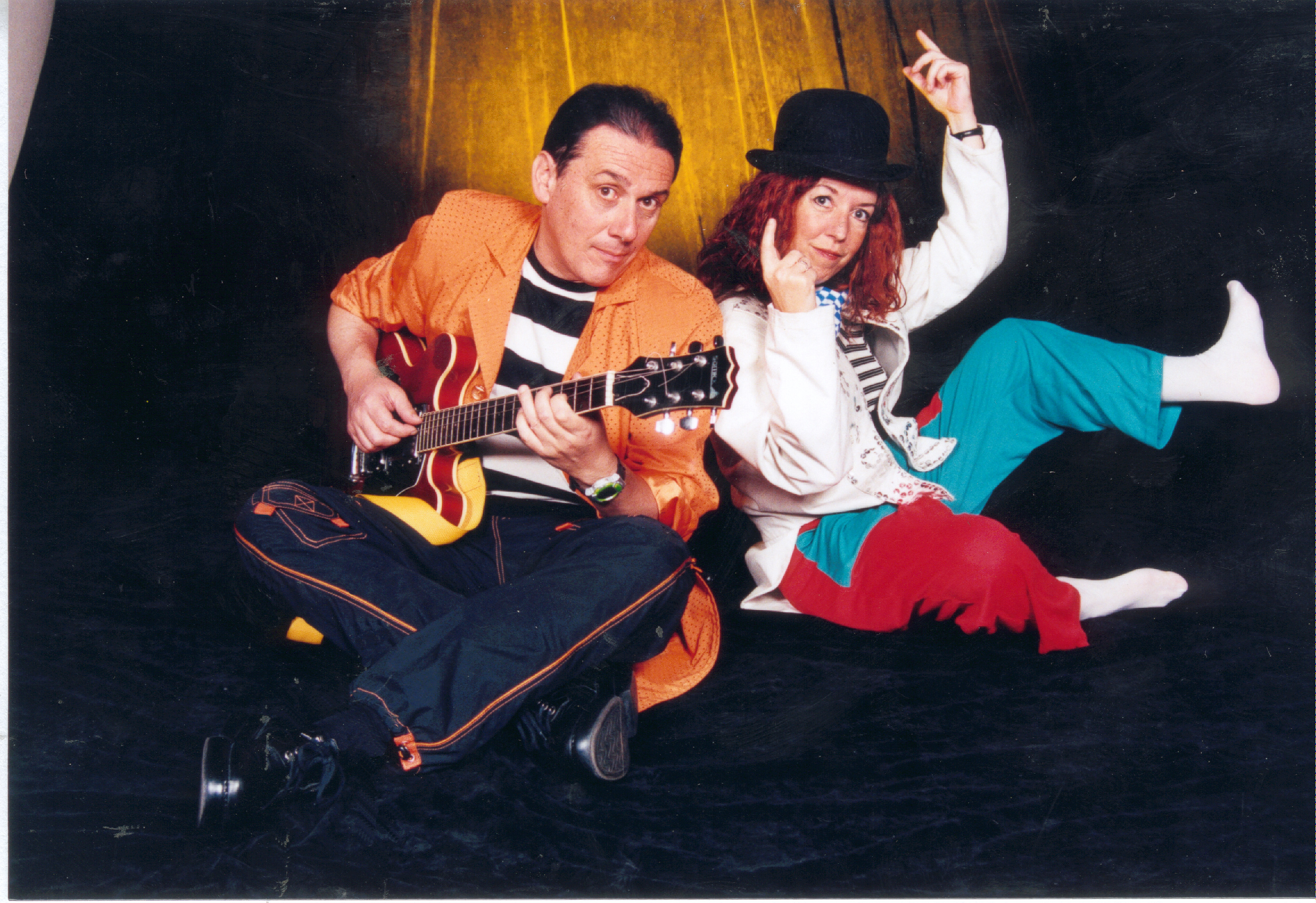
Adriana Ducret y Jorge Bonaldi en 2002.
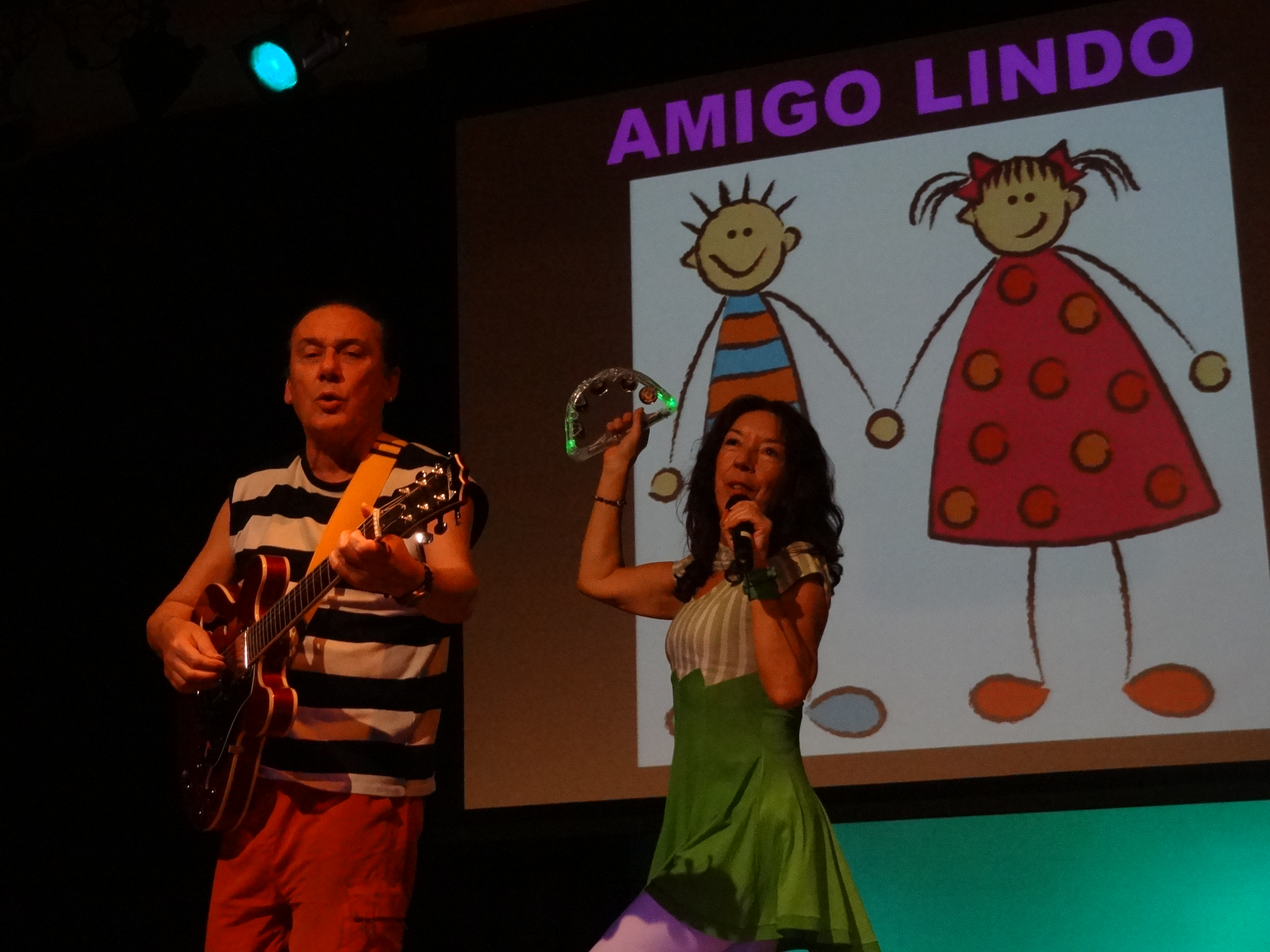
Adriana Ducret y Jorge Bonaldi en 2015